# みんなのfor every child
みんなのfor every child（みんなのフォー・エブリ・チャイルド）は、2023年6月3日からNHK Eテレのテレビ番組『あおきいろ』で放送されているキャンペーン。

## 概要
「NHK」「UNICEF（日本ユニセフ協会）」「セサミワークショップ（セサミストリートジャパン）」の共同キャンペーン。
ユニセフのシンボルロゴに掲げる言葉「for every child（すべての子どものために）」。NHK Eテレの番組出演者が『セサミストリート』のキャラクターを聞き手に「すべての子どもたちに必要だと思うこと」を発表する。
公式の動画配信はNHKプラスで同時・見逃しの番組配信をされた後、「日本ユニセフ協会」および「セサミストリート日本公式」のYouTubeチャンネルで配信される。

## 放送時間
- 土曜日 17:24 - 17:25（1分）

『スゴEフェス』の放送前後である10月と11月には、他の曜日の『あおきいろ1分版』や『SDGsのうた』『パッコロリン』を休止して放送されることがある。
『スゴEフェス 生放送スペシャル』ではコーナーの合間に放送される。

## 出演
- セサミストリート
  - エルモ（声：松本健太）
  - ジュリア（声：竹田佳央里）
  - クッキーモンスター（声：佐藤哲也）

オープニングには3名がそろって出演。エルモが司会を担当。

## エピソード

### 通常版
| 初放送日        | 出演                                                                         | for every child,                        | 脚注   |
| --------------- | ---------------------------------------------------------------------------- | --------------------------------------- | ------ |
| 2023年 06月03日 | 『あおきいろ』 ミドリーズ（1期生）                                           | かがやける場所                          | [ 1 ]  |
| 2023年 06月10日 | 「ツバメ」 YOASOBI                                                           | おなかいっぱいの 毎日を                 | [ 2 ]  |
| 2023年 07月01日 | 『いないいないばあっ!』 ワンワン                                             | 笑顔                                    | [ 3 ]  |
| 2023年 07月08日 | 『未来へ 17アクション』 長濱ねる                                             | だれでも ゆめが見られる世界             | [ 4 ]  |
| 2023年 08月05日 | 『ノージーのひらめき工房』 ノージー                                          | むちゅうになって あそぶ!                | [ 5 ]  |
| 2023年 08月12日 | 『ストレッチマン・ゴールド』 ストレッチマン・レジェンド（宇仁菅真）          | ゆたかな 食と教育                       | [ 6 ]  |
| 2023年 09月02日 | 『みいつけた!』 サボさん                                                     | ワクワクフワフワ な気持ち               | [ 7 ]  |
| 2023年 09月09日 | 『えいごであそぼ Meets the World』 魔法使い きゃりー（きゃりーぱみゅぱみゅ） | 個性を大切に                            | [ 8 ]  |
| 2023年 10月07日 | 『ニャンちゅう!宇宙!放送チュー!』2023年度 ニャンちゅう、マイラ（新井舞良）   | ちきゅうは おもしろい!                  | [ 9 ]  |
| 2023年 10月14日 | 『天才てれびくん』 ティモンディ                                              | 夢                                      | [ 10 ] |
| 2023年 10月17日 | 『あおきいろ』 神木隆之介                                                    | 笑い声が響く 日々を                     | [ 11 ] |
| 2023年 10月18日 | 『あおきいろ』 二階堂ふみ                                                    | きれいな海を                            | [ 12 ] |
| 2023年 10月28日 | 『沼にハマってきいてみた』 ハマ・オカモト、サーヤ                            | 沼                                      | [ 13 ] |
| 2023年 11月01日 | 『あおきいろ』 アオとキイ                                                    | うつくしい しぜんを                     | [ 14 ] |
| 2023年 11月03日 | 『オハ! よ〜いどん』 コージえんちょう（今田耕司）                            | おしゃべりは 楽しいっ!!                 | [ 15 ] |
| 2023年 11月04日 | 『日本ユニセフ協会大使』 長谷部誠                                            | 希望                                    | [ 16 ] |
| 2023年 11月13日 | 『おかあさんといっしょ』 ゆういちろう、まや、あづき、かずむ                  | いっしょに うたって おどれる まいにちを | [ 17 ] |
| 2023年 11月14日 | 『おかあさんといっしょ』 ファンターネ!                                       | なんにだって なれる                     | [ 18 ] |
| 2024年 06月01日 | 『あおきいろ』 ミドリーズ2期生                                               | 世界はひとつ みんなでひとつ             | [ 19 ] |
| 2024年 07月06日 | 『ニャンちゅう!宇宙!放送チュー!』2024年度 ニャンちゅう、ミライ（日向未来）   | ちきゅうは おもしろい                   | [ 20 ] |
| 2024年 08月03日 | 『ストレッチマンGO!』 ストレッチマンゴー（村山輝星）                         | 元気な ココロとカラダ                   | [ 21 ] |
| 2024年 09月07日 | 『おとうさんといっしょ』 シュッシュ、ポッポ、ゆめ、まさとも                  | 大きな歌声! 大きな笑い声!               | [ 22 ] |
| 2024年 10月05日 | 『アイラブみー』 みー（声：満島ひかり）                                      | じぶんを ぎゅーってする                 | [ 23 ] |
| 2024年 10月12日 | 『でこぼこポン!』 でこりん（鳥居みゆき）                                     | みんな キラキラ                         | [ 24 ] |
| 2024年 10月19日 | 『ねほりんぱほりん』 山里亮太、YOU                                           | みんなおもしろい                        | [ 25 ] |
| 2024年 11月08日 | 『虹クロ』 井手上漠、ロバート・キャンベル                                    | 安心できる 場所                         | [ 26 ] |
| 2024年 11月09日 | 『すくすく子育て』 りんたろー。、丸山桂里奈                                  | “好き”が 響きあう!                      | [ 27 ] |
| 2025年 02月01日 | 『2024年パリオリンピック』 ブレイキン AMI                                    | 夢を持つ 自由を                         | [ 28 ] |
| 2025年 02月08日 | 『2024年パリパラリンピック』 車いすラグビー 橋本勝也                         | チャレンジ                              | [ 29 ] |

### ご当地版
| 公開日         | 場所                        | 脚注     |
| -------------- | --------------------------- | -------- |
| 2024年11月04日 | 栃木県                      | [ 注 1 ] |
| 2024年11月04日 | 石川県 七尾市立田鶴浜小学校 | [ 注 2 ] |
| 2024年11月17日 | 新潟県佐渡市                | [ 30 ]   |
| 2024年12月29日 | 東京都                      | [ 31 ]   |
| 2025年03月29日 | 信州（長野県）              | [ 32 ]   |